# 쌀텐렉
쌀텐렉은 아프리카땃쥐목 텐렉과의 쌀텐렉속(Oryzorictes)에 속하는 포유류의 총칭이다. 마다가스카르섬의 토착종이다.

## 특징
꼬리 길이 3.8~6.2cm를 제외한 몸길이가 9.9~12.4cm이고 전체 몸길이는 13.7~17.2cm이다. 몸무게는 28g부터 40g까지 다양하다.

## 하위 종
현존하는 2종을 포함하고 있다.
- 호바두더지텐렉 (O. hova)
- 네발가락쌀텐렉 (O. tetradactylus)